# Call My Name
«Call My Name» es una canción de la artista británica Cheryl, incluido en su tercer álbum como solista A Million Lights (2012). Fue anunciada como el primer sencillo del mismo álbum el 20 de abril de 2012. La canción fue escrita y producida por Calvin Harris, su sonido es dance y ha sido comparada con trabajos anteriores de Harris además de ser caracterizada por ser un punto de partida de las obras anteriores Cheryl. Ha recibido críticas positivas de los críticos, que la consideran como pegadiza, sin embargo, genérica, en comparación con otras canciones de la radio.
El video musical fue dirigido por Anthony Mandler en Los Ángeles, California, y se estrenó el 2 de mayo de 2012, y el sencillo salió a la venta el 10 de junio de 2012.

## Antecedentes y composición
En marzo de 2012, la prensa especuló que Calvin Harris y Cheryl estaban trabajando en un tema después de una conversación  en Twitter. Cuando se le preguntó a Harris si le gustaría trabajar con Cheryl, el respondió, "Me encantaría trabajar con alguien al igual que Cheryl,sería genial ". al mes siguiente, se confirmó el rumor además se supo el nombre de la canción  " Call My Name ", y sería lanzado como el primer sencillo del tercer álbum de estudio de Cheryl, A Million Lights, el 10 de junio de 2012.  La canción fue escrita y producida por Harris y  según la cantante Rita Ora se le fue ofrecido inicialmente a ella, pero lo rechazó después de que ella decidió que no era su estilo de música.  Pero esto fue negado posteriormente por Harris quien en su cuenta de Twitter aseguro no haberle enviado la canción a Ora. La Canción se estrenó en la radio británica  el 20 de abril de 2012 en  Capital FM's breakfast show. y una vez lanzada en la radio se notó la similitud de otros trabajos de Harris como la canción de Rihanna "We Found Love" (2011) o la de Scissor Sisters "Only the Horses" (2012).
Brogan Driscoll de The Huffington Post especula que el "Coro de la canción  "Call My Name", podría estar vinculado reciente decisión de Cheryl a abandonar su apellido de casada de su carrera profesional.

## Recepción
"Call My Name", recibió críticas positivas de los críticos de la música. Bill Lamb de About.com explicó que, después que muchos creyeron que el rechazo de su papel de juez en Los EE. UU. X Factor  en el año 2011 sería un retroceso de carrera, el lanzamiento de la  "hot, current dance pop" demostró que estaban equivocados.  Otro crítico del mismo sitio web, DJ Ron Slomowicz declaró que, a pesar de ser "un poco genérico" en comparación a otras pistas, "todavía hay algo innegablemente pegadiza sobre esta canción". Robert Copsey de Digital Spy ha calificado  "Call My Name" con cuatro de cinco estrellas, y agregó: ". Como era de esperarse, es una rola bailable, tiene la fuerza de una amante esquiva completa con un toque de trance, pisando fuerte y se transforma en una canción muy adictiva cada vez que se escucha" Copsey también añadió que no es la "mejor canción de todos los tiempos, ni es la más original para este año, pero la sensación que obtenemos de los que esperamos por ella lo compensa ". 
" Robbie Daw de Idolator, dijo que, a pesar de no ser innovador, la canción tiene ritmos pegadizos y melodías que "se las arreglan para atrapar a quien la escucha por primera vez, no importa que tan familiar pueda parecer".

## Lista de canciones y formatos
| Descarga Digital |                |          |  |
| N.º              | Título         | Duración |  |
| 1.               | «Call My Name» | 3:28     |  |

| Reino Unido – Descarga Digital |                                              |          |  |
| N.º                            | Título                                       | Duración |  |
| 1.                             | «Call My Name»                               | 3:28     |  |
| 2.                             | «Make You Go»                                | 3:29     |  |
| 3.                             | «Call My Name» (Wideboys Remix [Radio Edit]) | 3:11     |  |
| 4.                             | «Telescope»                                  | 2:31     |  |

## Posicionamiento en listas
| Listas (2012)                               | Mejor posición |
| ------------------------------------------- | -------------- |
| Australia (ARIA)                            | 49             |
| Bélgica (Flandes) (Ultratip Bubbling Under) | 36             |
| Escocia (The Official Charts Company)       | 1              |
| Irlanda (IRMA)                              | 1              |
| Malasia (Malaysian Hot 100)                 | 10             |
| Malasia (Malaysia Muzik Chart)              | 2              |
| Nueva Zelanda (Recorded Music NZ)           | 13             |
| Países Bajos (Mega Single Top 100)          | 97             |
| Reino Unido (UK Singles Chart)              | 1              |
| República Checa (Rádio Top 100)             | 48             |
| Rumania (Romanian Top 100)                  | 73             |

### Sucesión en listas
| Predecesor: «Euphoria» de Loreen                          | Irish Singles Chart — Sencillo número uno 7 de junio de 2012 — 13 de junio de 2012      | Sucesor: «Whistle» de Flo Rida                  |
| Predecesor: «Sing» de Gary Barlow & The Commonwealth Band | UK Singles Chart — Sencillo número uno 17 de junio de 2012 — 23 de junio de 2012        | Sucesor: «Payphone» de Maroon 5 con Wiz Khalifa |
| Predecesor: «Whistle» de Flo Rida                         | Scottish Singles Top 40 — Sencillo número uno 17 de junio de 2012 — 23 de junio de 2012 | Sucesor: «Payphone» de Maroon 5 con Wiz Khalifa |

## Historial de lanzamiento
| Región      | Fecha               | Formato                                    | Discográfica          |
| ----------- | ------------------- | ------------------------------------------ | --------------------- |
| Reino Unido | 20 de abril de 2012 | Radio                                      | Polydor Records       |
| Australia   | 18 de mayo de 2012  | Descarga digital                           | Universal Music Group |
| Malasia     | 18 de mayo de 2012  | Descarga digital                           | Universal Music Group |
| Europa      | 28 de mayo de 2012  | Descarga digital – Lanzamiento promocional | Universal Music Group |
| Reino Unido | 10 de junio de 2012 | Digital EP                                 | Polydor Records       |